# زیباسوسن‌ها
زیباسوسن‌ها (نام علمی: Calochortus) نام یک سرده از زیرخانواده زیباسوسن‌واران است.